# 2-й Вражский переулок
2-й Вра́жский переу́лок — небольшая улица в центре Москвы в Хамовниках между 1-м переулком Тружеников и 7-м Ростовским.

## Происхождение названия
Ранее назывался Малый Вражский переулок. Название обоих Вражских переулков возникло в XVIII веке, дано по их прилеганию к Помётному оврагу — здесь был овраг, куда сбрасывали помёт (навоз) из находившихся неподалёку по Новоконюшенному переулку государевых конюшен.

## Описание
2-й Вражский переулок начинается от 1-го переулка Тружеников напротив 3-го переулка Тружеников, проходит на запад, пересекает 1-й Вражский, за которым переходит в 7-й Ростовский.